# Asimina obovata
Asimina obovata är en kirimojaväxtart som först beskrevs av Carl Ludwig von Willdenow, och fick sitt nu gällande namn av George Valentine Nash. Asimina obovata ingår i släktet Asimina och familjen kirimojaväxter. Inga underarter finns listade i Catalogue of Life.